# Піла (місто)
Пі́ла (пол. Piła, нім. Schneidemühl / Шнайдемюль) — місто у західній Польщі, на річці Гвда (пол. Gwda, нім. Küddow).
Місто було центром Пільського воєводства.

## Демографія
Демографічна структура станом на 31 березня 2011 року:
|          | Загалом | Допрацездатний вік | Працездатний вік | Постпрацездатний вік |
| -------- | ------- | ------------------ | ---------------- | -------------------- |
| Чоловіки | 35874   | 7011               | 25427            | 3436                 |
| Жінки    | 38901   | 6695               | 23903            | 8303                 |
| Разом    | 74775   | 13706              | 49330            | 11739                |

## Відомі уродженці
- Габріела Кепп (Габі Кьопп) (1929—2010) — німецька фізикиня; відома як авторка автобіографії, в якій описала численні зґвалтування, яких зазнала від радянських солдатів, і свою втечу від них.
- Ева Марцинковська-Шмідт (нар. 1963) — польська письменниця.
- Здіслав Новіцький — польський дипломат.

## Галерея

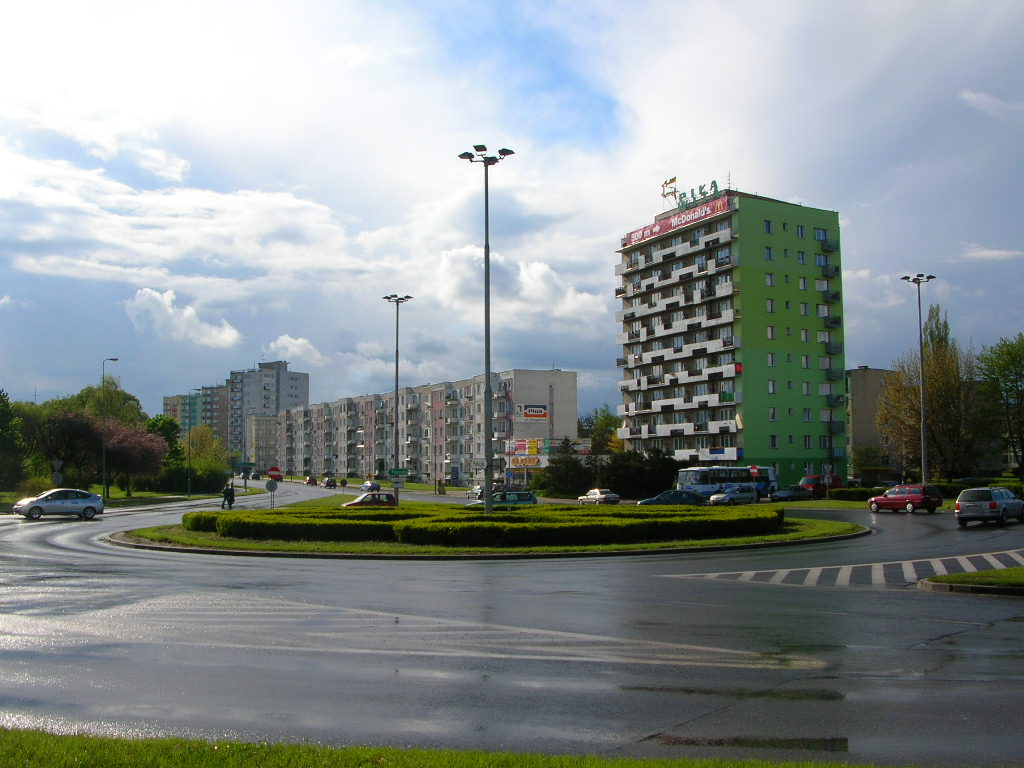
Одна з площ
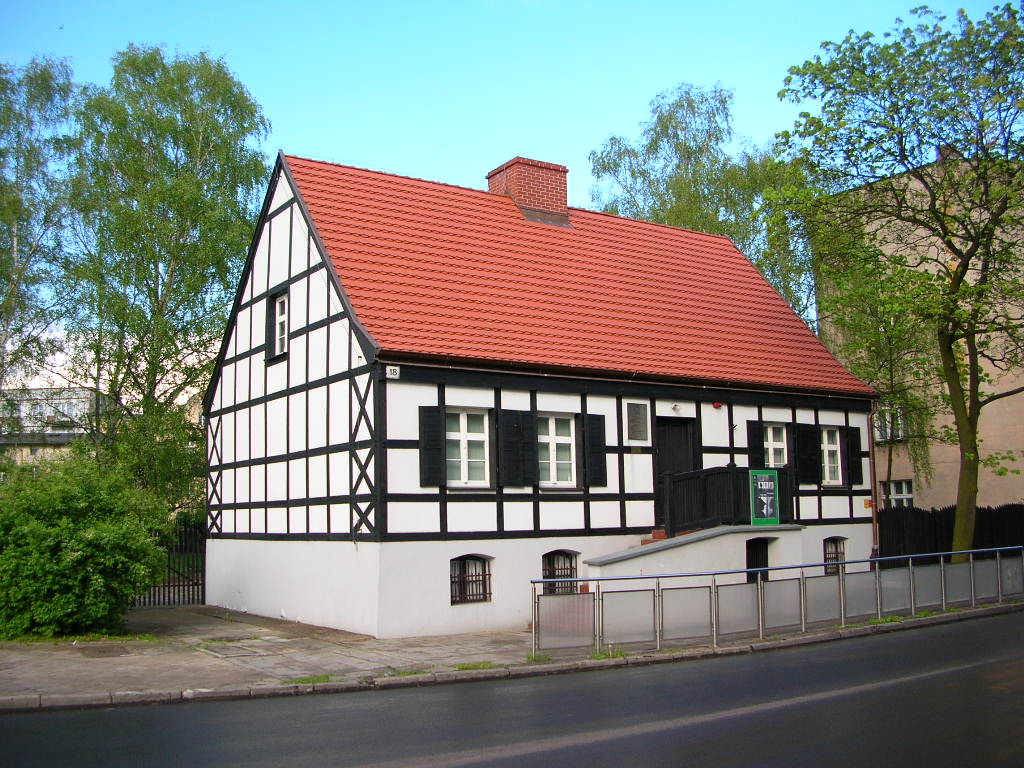
Будівля у традиційному німецькому стилі — згадка про німецьке минуле міста
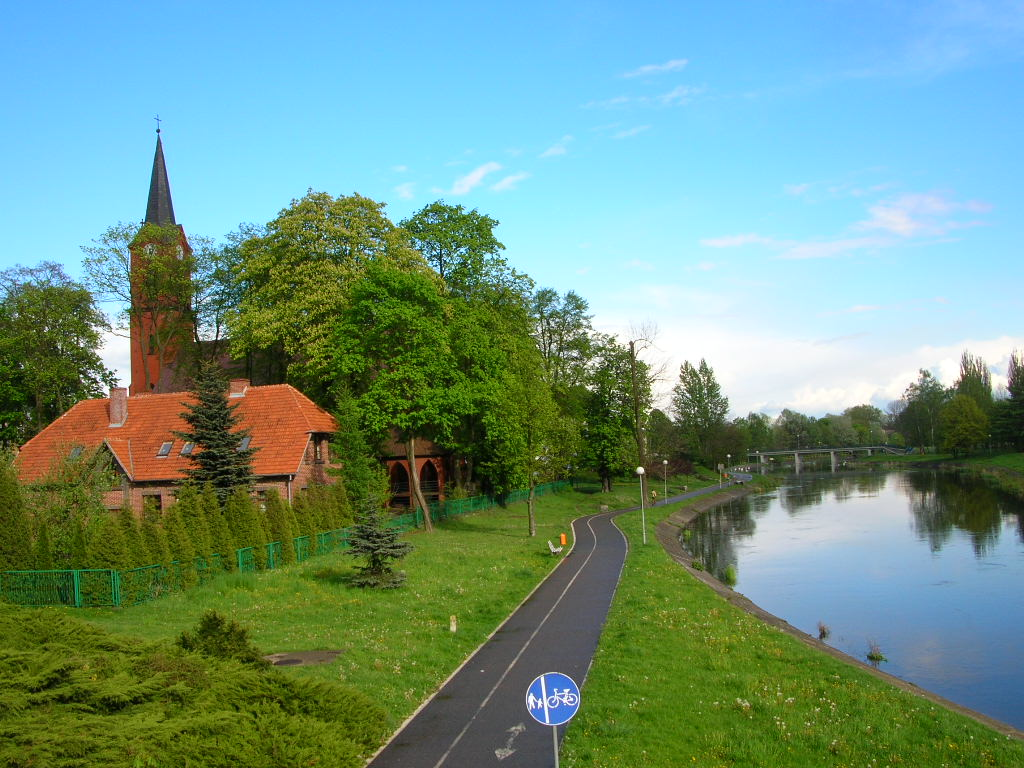
Набережна річки Гвда.
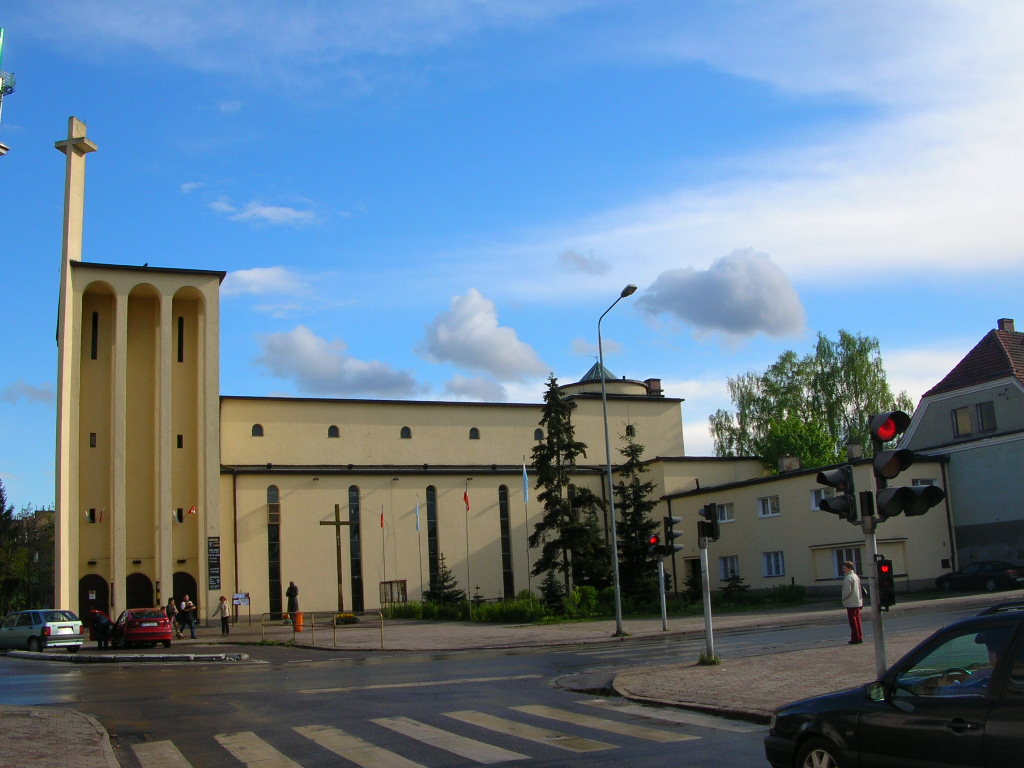
Костел
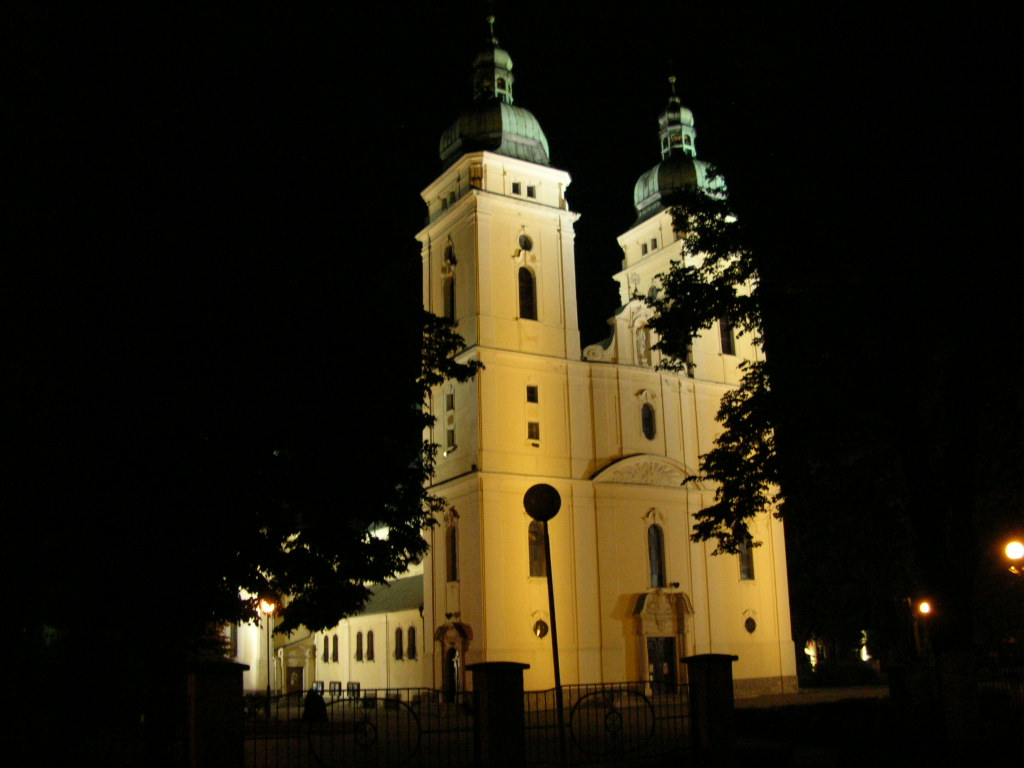
Собор Святого Сімейства
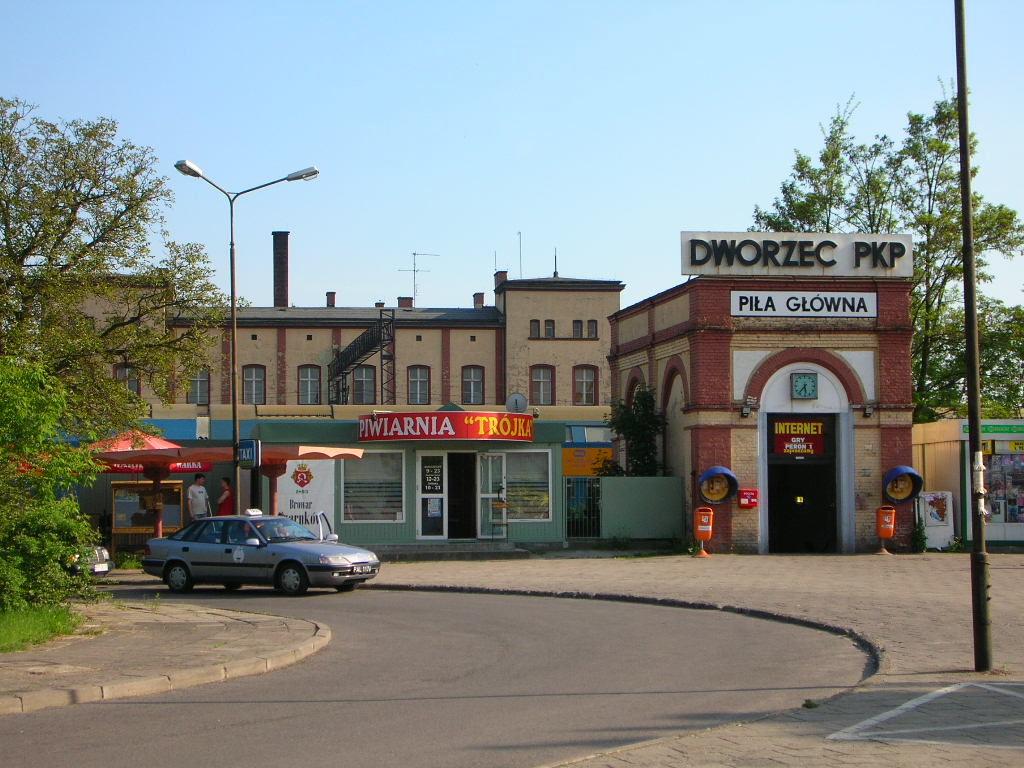
Вокзал
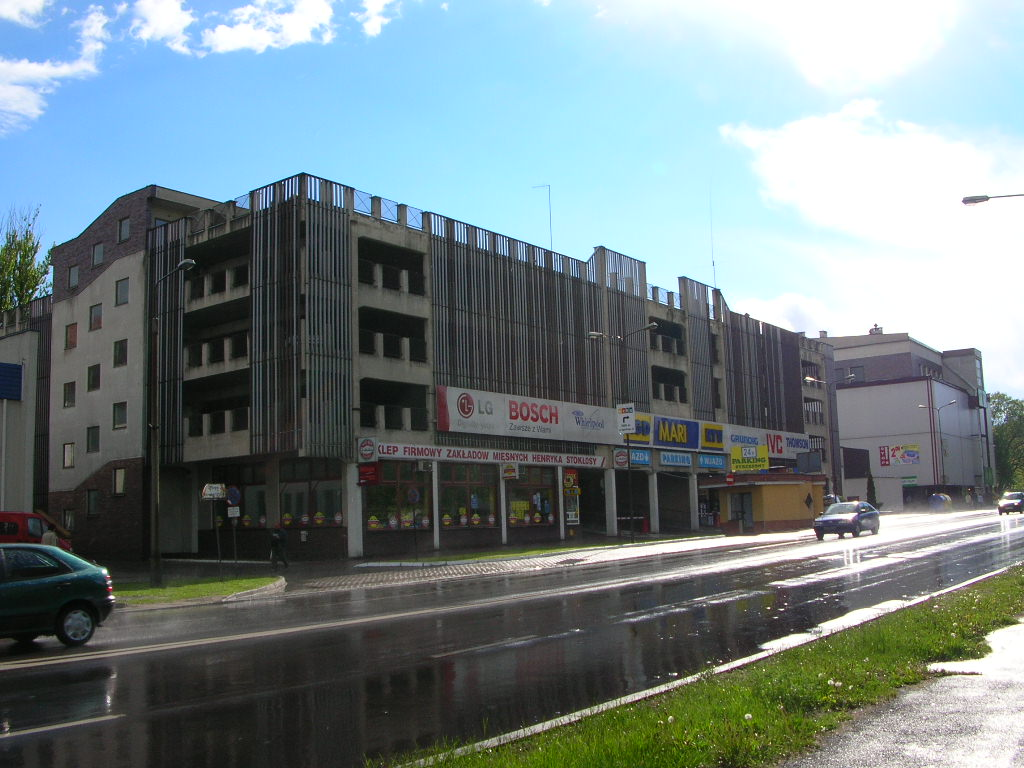
Паркінг
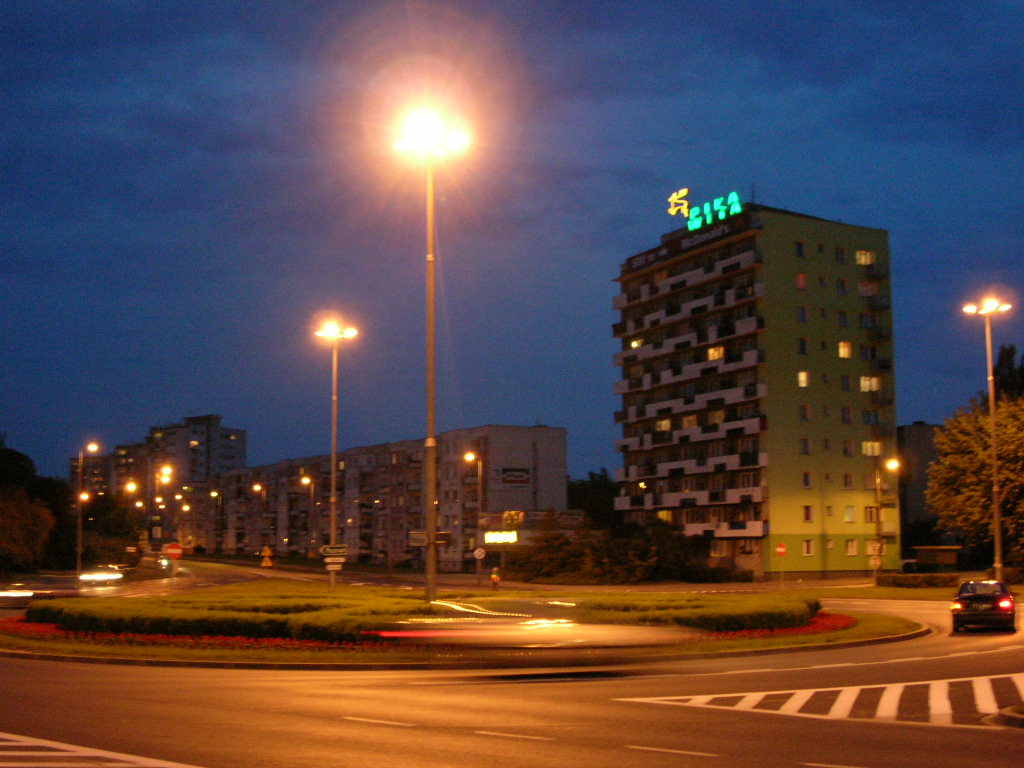
Центр, вечір
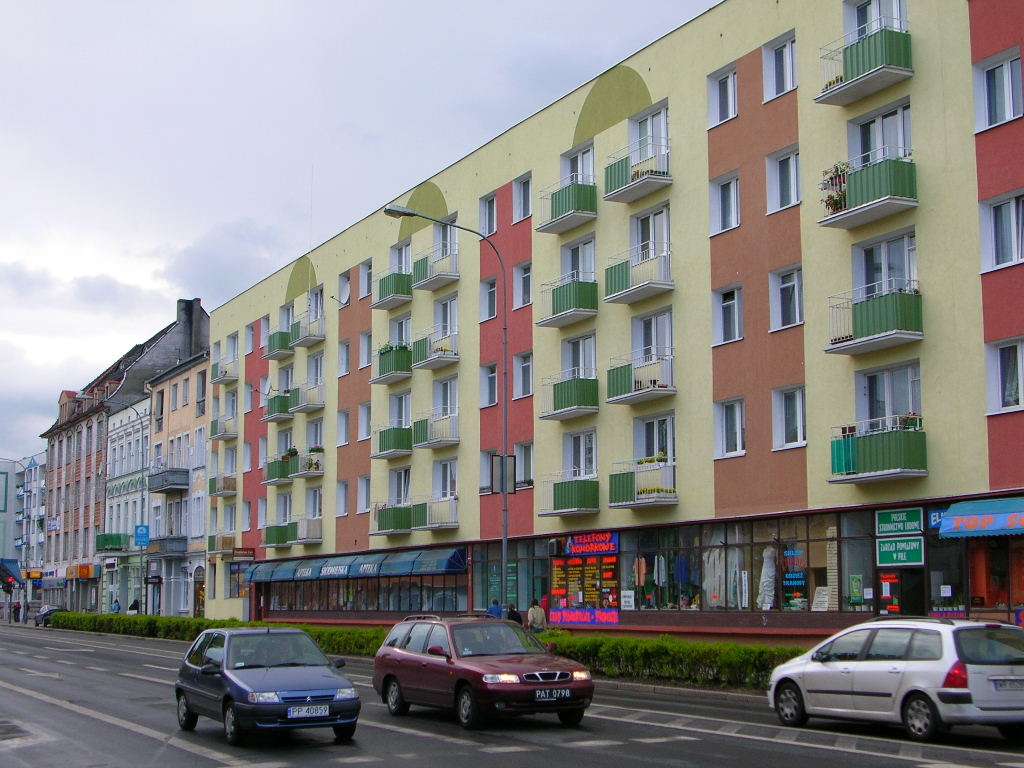
Вулиця 3 травня